# Sintelkegel

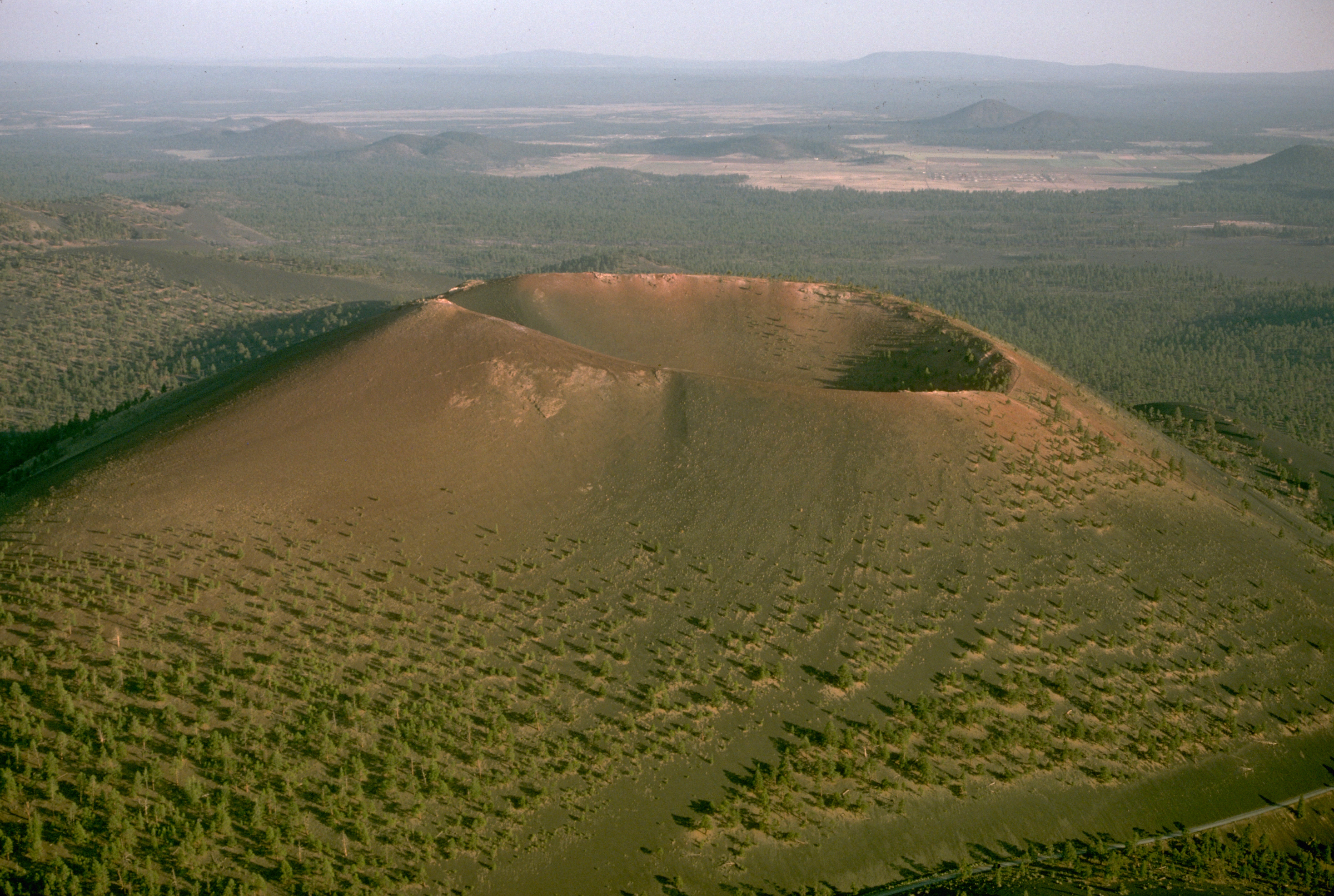
De Sunset Crater, een typische sintelkegel met slechts weinig begroeiing.

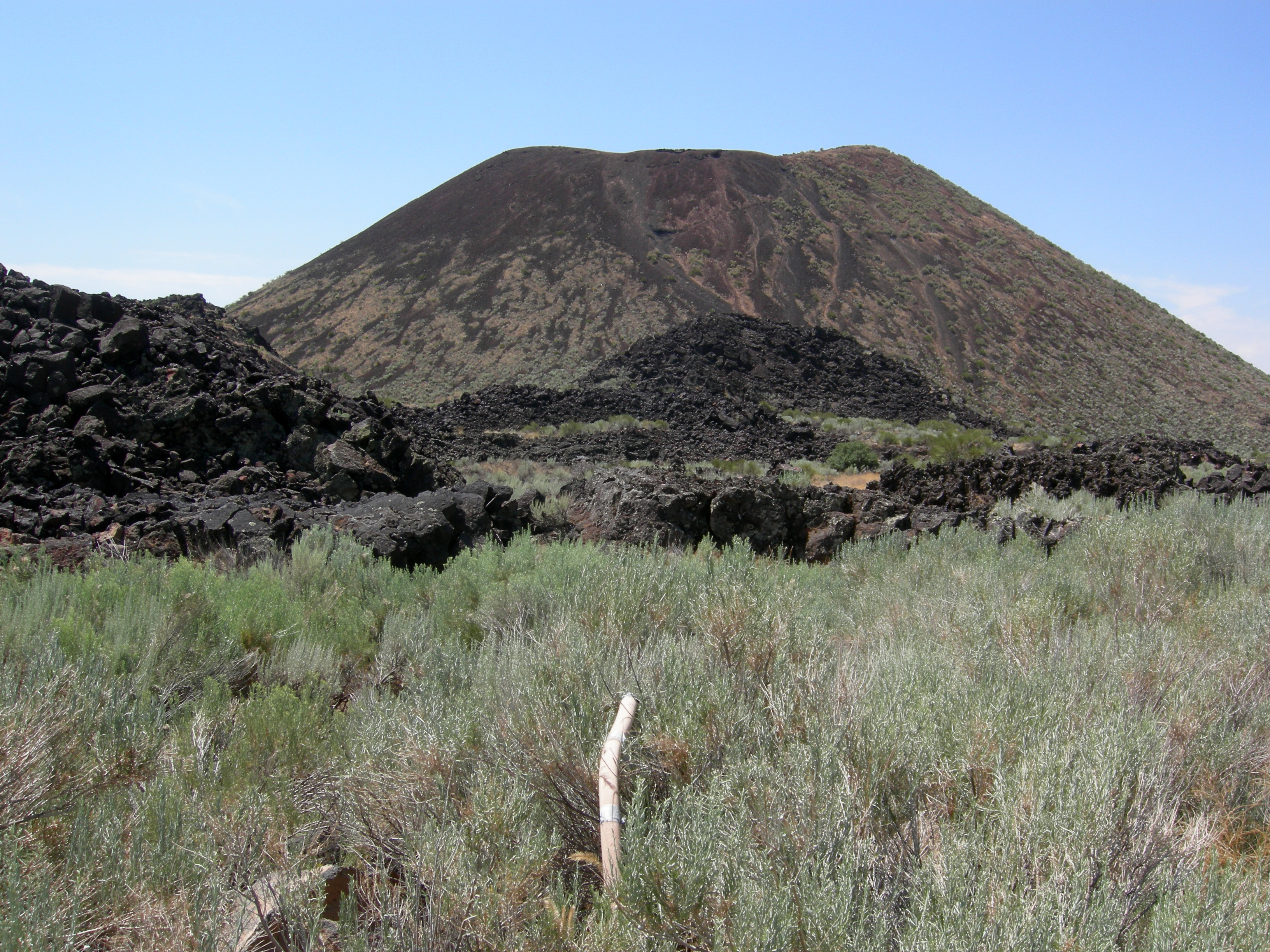
Veyo, Utah

Sintelkegels, scoria-kegels, slakkenkegel, of pyroclastische kegels is een van de meest eenvoudige vulkaan-typen. Men vindt deze veelvuldig over de hele wereld in het vulkanisch landschap. Ze zijn niet beroemd of berucht want hun uitbarstingen veroorzaken weinig schade. Ze worden meestal gevormd door uitbarstingen van het Stromboli- of Hawaïaanse type. Meestal ontwikkelen de kegels zich in groepjes en ze komen vaak voor op de hellingen van stratovulkanen en schildvulkanen.

## Ontstaan
Sintelkegels zijn opgebouwd uit uitgestoten vulkanisch materiaal (ejecta) en lavafragmenten. Die zijn afkomstig uit de vulkaanopening of de uitlaat en hopen zich er rondom heen op na uitstoting. Over het algemeen bestaan de lavafragmenten uit sintels. Dit gebeurt in een kegelvorm.
Slakkenkegels ontstaan als er geen grote lavastromen uit de vulkaan komen, maar als lapilli en vulkanische bommen samengekit raken. Zo wordt een vulkaan gevormd met steile hellingen, steiler dan die van de stratovulkaan waarbij lagen met scoria worden afgewisseld met uitvloeiingsgesteentelagen. Voorbeelden zijn de Kilauea op Hawaï en de Stromboli voor de kust van Italië.
Sintelkegels groeien snel en bereiken vlug hun maximale formaat. Over het algemeen worden ze niet hoger dan 250 meter en hun diameter is meestal zo'n 500 meter.

## Vorm
De vorm van een sintelkegel wil nog weleens veranderen tijdens zijn (korte) leven. Als de positie van de opening (uitlaat) verandert kunnen zich meerdere kegels op een rij of door elkaar heen staand ontwikkelen. Afhankelijk van de kracht van de eruptie kunnen de kegels ingenesteld, begraven in de grond of in de vorm van een breuk voorkomen.
Een mooi voorbeeld van een sintelkegel is een vulkaan in Mexico, de Paricutín. Hij ontstond spontaan midden in een korenveld op 20 februari 1943 en groeide in de vijf erop volgende dagen uit tot een hoogte van bijna 100 meter.